# Otto Christian Schmidt
Otto Christian Schmidt ( 24 de junio de 1900, Berlín - 1951) fue un botánico alemán.
En los años que las colecciones botánicas de las "Reales Expediciones Españolas a Latinoamérica, estuvieron en el "Museo de Berlín", fueron estudiadas por numerosos taxónomos alemanes como el autor y Friedrich Markgraf (1897-1987), Kurt Krause (1883-1963), Otto Sleumer (1906-93), Friedrich Walter Domke (1899-1988), Ludwig Emil Friedrich Diels (1874-1945). Hoy dicha colección se halla en el "Institut Botànic de Barcelona".

## Algunas publicaciones
- otto christian Schmidt. 1931. Die marine Vegetation der Azoren in Ihren Grundzügen dargestellt. Bibliotheca Botanica 102. Editor E. Schweizerbart, 116 pp.

- -----------------------------------. 1929. Algae and Related Subjects: - Collected Works.

- -----------------------------------. 1928. Die Algenvegetation Helgolands. Vol. 5 y 19 de Vegetationsbilder (Jena). Editor Fischer, 6 pp.

- -----------------------------------. 1923. Beiträge zur Kenntnis der Gattung Codium Stackh,&c. Bibliotheca botanica 91. 67 pp.